# Da pacem Domine
Da pacem Domine (Geef vrede, Heer) is het incipit van twee verschillende Latijnse teksten, een hymne en een introïtus. Op beide zijn composities voor gebruik in de liturgie gebaseerd, oorspronkelijk als chantversies. Geparafraseerde versies van de hymne, Verleih uns Frieden, werden in 1524 door Maarten Luther gemaakt en zijn ook op muziek gezet. De Engelse versie van de hymne is opgenomen in het liturgieboek The Book of Common Prayer, onder de titel Give peace in our time, O Lord.

## De hymne

### Latijn
De tekst is een zesde- of zevende-eeuwse hymne gebaseerd op de Bijbelverzen 2 Koningen 20:19, 2 Kronieken 20:12, 15 en Psalm 72:6-7.
Een bewerking van de hymne is Da pacem Domine (zie daar voor de Latijnse tekst) van Arvo Pärt (2004).

### Duits
Maarten Luther schreef een Duitse versie, Verleih uns Frieden. Bewerkingen voor muziek zijn onder andere een motet in de collectie Geistliche Chormusik (1648) van Heinrich Schütz.

### Engels
Een Engelse versie, "Give peace in our time, O Lord", is opgenomen in The Book of Common Prayer.

## De introïtus
Een andere tekst met dezelfde openingsregel is de introïtus voor de 18e zondag na Pinksteren, gebaseerd op het deuterocanonieke boek Sirach 36:18 en Psalm 122:1 (Psalm 121 in de Vulgaat).